# Cremilda de Lima
Maria Cremilda Martins Fernandes Alves de Lima (Luanda, 25 de marzo de 1940) es una escritora angoleña de literatura infantil.

## Biografía
Cremilda de Lima nació en la capital de la colonia portuguesa de Angola, Luanda. Después de terminar su educación primaria y secundaria, asistió a varios cursos de formación docente, primero de 1962 a 1963 en Bié, luego de 1963 a 1964 en Luanda. Tras ello, comenzó a trabajar como maestra de una escuela primaria en Malange. En 1965 comenzó a enseñar en una escuela primaria en Luanda.
Después de la independencia de Angola en 1975, se abrieron nuevas posibilidades para Lima con respecto a cursos de capacitación y trabajo. Se unió al comité del Ministerio de Educación en 1977, que se ocupó del desarrollo de un plan de estudios y la revisión de los libros de texto. Fue miembro del comité hasta 1991. En 1987, se graduó de un curso adscrito al ámbito científico-educativa en la Escola Superior de Educação de Setúba, y un curso de didáctica del portugués en la Universidad de Lisboa. Prosiguió con un curso de pedagogía en el Instituto Superior de Ciencias de la Educación en Luanda entre 1992 y 1993 y otro en educación hasta 2003 en la Escola Superior de Educação en Leiría.
Comenzó a escribir sus primeros libros infantiles a temprana edad y se unió a la Unión de Escritores Angoleños (União dos Escritores Angolanos) en 1984. Ha publicado numerosos libros infantiles y es uno de los autores de este género más famosos de Angola. Se ha quejado de la falta de difusión de literatura infantil y ha lamentado que la mayoría de los niños de Angola «nunca hayan visto un libro», pidiendo la creación de un Plan Nacional de Literatura. argumentando que los ministerios de Cultura y Educación deberían trabajar juntos para desarrollar el gusto por la lectura entre los jóvenes de Angola.

## Premios
Cremilda de Lima ha sido nominada dos veces al Premio Internacional en memoria de Astrid Lindgren (2008 y 2009), galardón que fue fundado por el gobierno sueco y que se otorga para distinguir el compromiso y mérito de aquellos escritores que incursionan en la literatura infantil y juvenil. En 2008, fue honrada como Ministra de Cultura de Angola con un certificado de honor por sus servicios a la literatura infantil angoleña. En 2016, Lima recibió el Premio Nacional de la Cultura y las Artes en la categoría de literatura; el presidente del jurado, António Fonseca, la llamó «una de las pioneras» de ese género en el país.

## Obras
- O Tambarino dourado (1982).[6])
- Os Kandengues desfilam no carnaval (2015[7]
- Tetembwa Ya Dipanda (auf Kimbundu, 2016)[8]
- Uma Aventura nas Nuvens (2016)
- Brincadeira ao Luar (2016).